# Pseudalosterna misella
Pseudalosterna misella är en skalbaggsart som först beskrevs av Bates 1884.  Pseudalosterna misella ingår i släktet Pseudalosterna och familjen långhorningar. Inga underarter finns listade i Catalogue of Life.